# Yo-Yo Ma
Yo-Yo Ma (* 7. října 1955) je americký violoncellista, virtuos a orchestrální hudební skladatel. Mimo jiné je držitelem téměř dvou desítek cen Grammy, Národní medaile za umění (2001) a Prezidentské medaile svobody (2011). National Public Radio jej označilo za největšího violoncellistu současnosti.

## Biografie
Narodil se v Paříži tchajwanským rodičům a již v dětství se mu dostalo hudebního vzdělání. V raném věku se začal učit hře na housle, později violu, až nakonec ve čtyřech letech přestoupil na violoncello. Jakožto zázračné dítě začal koncertovat již v pěti letech a o dva roky později vystoupil před prezidenty Johnem F. Kennedym a Dwightem D. Eisenhowerem. V devíti letech debutoval v Carnegie Hall.
Studoval na několika školách, absolvoval však Harvardovu univerzitu, kde získal jak titul bakaláře (1976), tak doktorát (1991). Vystupoval s většinou hlavních světových orchestrů.
Generální tajemník OSN Kofi Annan ho roku 2006 jmenoval Mezinárodním poslem míru. V roce 2009 hrál na inauguraci amerického prezidenta Baracka Obamy.

## Vystoupení v Česku
Poprvé vystoupil v Československu v roce 1989 v rámci festivalu Pražské jaro. Na cellovém recitálu v Rudolfinu v pondělí 22. května provedl tři ze šesti Suit pro sólové violoncello Johanna Sebastiana Bacha. Byly to suity číslo II. d-moll (BWV 1008), V. c-moll (BWV 1011) a VI. D-dur (BWV 1012). Ve středu 24. května na koncertu ve Smetanově síni Obecního domu provedl s Českou filharmonií a dirigentem Václavem Neumannem Dvořákův Koncert pro violoncello h-moll, Op. 104. 
V roce 1993 vystoupil s Bostonským symfonickým orchestrem za řízení Seiji Ozawy ve Smetanově síni Obecního domu spolu s houslistou Itzakem Perlmanem.
V neděli 27. dubna 2014 vystoupil Yo–Yo Ma s britskou klavíristkou Kathryn Stott ve Španělském sále na Pražském hradě.
Dne 7. září 2015 zahájil v Rudolfinu festival Dvořákova Praha. S Českou filharmonií pod vedením Jiřího Bělohlávka zahrál violoncellový koncert h-moll Antonína Dvořáka. Následujícího dne pak obdržel z rukou ministra kultury ČR Daniela Hermana Cenu Antonína Dvořáka.
O šest let později vystoupil v Praze znovu v rámci projektu Prague Sounds festivalu Struny podzimu 2021. Koncert, původně plánovaný opět do Rudolfina, se uskutečnil pod širým nebem na plovoucí scéně zakotvené u Slovanského ostrova. Tímto způsobem reagovali organizátoři festivalu na pandemii virového onemocnění covid-19. Na koncertu dne 4. září 2021 provedl všech šest Bachových Suit pro sólové violoncello (BWV 1007-1012). Pražský koncert byl součástí s projektu The Bach Project, kdy byly tyto skladby provedeny na 36 koncertech ve 36 zemích na šesti kontinentech.